# Halve mastworp
Een halve mastworp, vaak afgekort als HMS, is een knoop die binnen de klimmerswereld in noodgevallen gebruikt wordt om af te dalen of de partner mee te zekeren. De knoop wordt in het klimtouw gelegd rond de karabiner die aan de gordel van de zekeraar of afdaler wordt bevestigd. Hij helpt om het gewicht van de klimmer op te vangen, daar dit zonder zulke hulp niet te houden is. Deze zekeringsknoop is door de Zwitserse berggids Werner Munter in het alpinisme geïntroduceerd. Het is een makkelijke lopende knoop die sterk blokkeert als er spanning op komt te staan.
De halve mastworp wordt op verschillende manieren gelegd maar ziet er uiteindelijk altijd hetzelfde uit.
Hoewel de halve mastworp in de klimsport nog steeds als een basisknoop wordt beschouwd en ook wordt aangeleerd, wordt tegenwoordig normaal gezien gebruikgemaakt van zekeringsapparaten. Deze kennen een aantal voordelen: het touw verslijt minder snel (bij gebruik van een HMS wrijft het touw over zichzelf om remkracht te voorzien), er komen minder kinken in het touw, en sommige zekerapparaten hebben ook extra veiligheidsvoorzieningen.